# تونی دیسیکو
تونی دیسیکو (انگلیسی: Tony DiCicco; ۵ اوت ۱۹۴۸ – ۱۹ ژوئن ۲۰۱۷) بازیکن فوتبال اهل ایالات متحده آمریکا بود.
وی همچنین در تیم ملی فوتبال ایالات متحده آمریکا بازی کرده‌است.